# 西園寺昌美
西園寺 昌美（さいおんじ まさみ、1941年〈昭和16年〉 -　。旧姓名、尚 悦子、五井 昌美）は日本の宗教家であり、宗教団体白光真宏会（大本系で生長の家の分派とされる）の第二代会長。白光真宏会の関連団体ワールド・ピース・プレヤー・ソサエティ（現 メイ・ピース・プリベイル・オン・アース・インターナショナル）代表・公益財団法人五井平和財団の会長でもある。学習院女子中・高等科、学習院女子短期大学卒業。
琉球王朝の子孫・尚誠（琉球王家第二尚氏分家）の長女尚悦子として生まれた。彼女自身が述べるところによると、父は若い頃に沖縄から東京に移住し銀行勤めなどしており、戦後の食糧難の中、家族助けあい屈託なく育った。18歳の時、父に連れられ沖縄に行った際に、ひめゆり部隊の墓前で突然昏倒、病院で脳腫瘍で余命1か月と言われたという。宗教団体の白光真宏会の教祖五井昌久と親交があり、みてもらったところ、「これは琉球王国からの因縁で肉体の病気ではない。逃げ出さずに一歩を踏み出しなさい」と言われたという。手術を受けるよう懇願する父を振り切って五井に命を預けることを決意し、五井は彼女を千葉県市川市の教団本部の道場で看護した。五井は彼女の病気について、琉球王朝の先祖からの「罪穢れ（業） 」という「毒素」のためだと語っており、また「地球援助の神々や昌美の守護神方が、昌美を地球救済の大きな力にしようと思われて、 琉球の業の浄めと同時に、 守護の神霊や宇宙天使との交流を完全なものにしようとなさって、 私にあずけられた」と、霊的存在の意向があったと解釈している。
悦子は3か月重い症状が続き、自分の中の霊性が目覚めていき、病のような状態が3年続いたが、20歳になったある時に、病室の窓から太陽が自分の中に飛びこみ、同時に自分の守護霊、守護神に「おまえの命は20歳で終わった。おまえに改めて使命を授ける。誰にも守護霊様、守護神様がついていて、守っていることを人々に伝えなさい」と使命を伝えられる神秘体験をしたと語っている。
白光真宏会では1962年（昭和37年）の悦子の誕生日から、「世界平和の祈り」を援助し、この祈りに力を与えている宇宙人と提携して地球を真の地上天国にするため、「宇宙子科学（宇宙子波動生命物理学）」が始められた。この頃悦子は五井から特別な、厳しい「霊修行」を受けており、そうして「宇宙天使」から叡智が彼女に降ろされたという。
1965年に五井は尚悦子を養女に迎え。五井昌美と改名。1970年に五井とともに渡米。1972年から1年間、ミシガン州立大学で英語留学。
1974年（昭和49年）10月、西園寺裕夫と結婚し西園寺昌美となる。1975年（昭和50）に長女（五井が「真妃」と命名）、1976年（昭和51）に次女（五井が「里香」と命名）、1980年（昭和55年）に三女（五井が「由佳」と命名）が誕生。同年、五井からお浄めを初めて任せられる。1980年8月に五井が死去し、白光真宏会会長に就任し霊的な指導者となった。西園寺昌美はこの世での五井の仲介者、代弁者とされ、五井が彼女を霊媒に地上に霊的なメッセージを送っており、白光真宏会の宗教儀礼の間五井のみたまが降りてくるので、儀式の間彼の霊的波動を感じると信者は信じている。西園寺昌美は就任後、五井からの指示によるとして次々に実践を改革し、「世界平和の祈り」と「教義・人間と真実の生き方」の英訳や、「世界平和の祈り」の増補版的な世界各国ごとの平和を祈る祈りの制定などを行い、単純化を特徴とする五井の思想・実践の複雑化という面もあった。
1986年に一家は神事の一環として渡米し、特別な行事や世界各国の平和を祈る各地での「ピース・セレモニー」に出席する以外はアメリカで暮らすようになった。1988年にニューヨークに非営利・非宗派の団体「祈りによる世界平和運動推進本部」の事務所を設立し、白光真宏会の祈りによる世界平和運動推進本部を移管。ニューヨーク郊外に聖地を開設し、国連本部で「ピース・セレモニー」を開催するといった活動を行った。祈りによる世界平和運動推進本部は、1992年にワールド・ピース・プレヤー・ソサエティ（World Peace Prayer Society）に改称、2019年にメイ・ピース・プリベイル・オン・アース・インターナショナル（May Peace Prevail On Earth International）に改称した。
1999年（平成11年）にワールド・ピース・プレヤー・ソサエティの姉妹団体の財団法人五井平和財団が設立され、会長に就任した。
2008年には、夫の西園寺裕夫と共に哲学者・聖シュリー・ニャーネシュワラー世界平和賞をインドで受賞。 五井平和財団が行った富士宣言の共同発起人でもある。
白光真宏会の出版本部から多くの著作を出しており、同出版社によると国内外で50冊以上刊行している。
娘たちが後継者として活動しており、川村真妃（西園寺真妃）は白光真宏会副会長、五井平和財団常務理事、西園寺里香は白光真宏会副会長、ワールド・ピース・プレヤー・ソサエティ副理事長、松浦由佳（西園寺由佳）は白光真宏会の会長代理、五井平和財団海外担当。

## 主な著書
- 明日はもっと素晴しい 白光真宏会出版局 1979.3
- 天命に生きる 白光真宏会出版局 1981.11
- いのち開く 白光真宏会出版局 1986.11
- もっともっと、幸せに 河出書房新社 1992.2
- 幸せになる秘訣 白光真宏会出版局 1992.8
- 無限なる幸せ 河出書房新社 1993.3
- 幸せの扉を開こう 白光真宏会出版本部 1994.11
- 光明思想に徹しよう 白光真宏会出版本部 1995.7
- 幸せになる本 河出書房新社 1995.12
- 我即神也 白光真宏会出版本部 1996.11 のち文庫
- かくて地球は蘇る 白光真宏会出版本部 1997.5
- 真理-苦悩の終焉 白光真宏会出版本部 1998.1
- いつか、消えてゆく 福瀬くに子編 にじゅうに 1998.9 (Books of amulet
- 教育の原点 運命をひらく鍵 白光真会出版本部 1998.11
- 次元上昇 地球の進化と人類の選択 白光真宏会出版本部 1999.7
- 光の雨が降りそそぐ 福瀬くに子編 伊藤凡恵写真 にじゅうに 1999.5 (Books of amulet
- 自然体で生きよう  白光真宏会出版本部 2000.10
- 自己完成 白光真宏会出版本部 2000.1
- 愛は力 白光真宏会出版本部 2001.12
- 神人誕生 白光真宏会出版本部 2002.4
- あなたは世界を変えられる アーヴィン・ラズロ共著 河出書房新社 2002.11[29]
- 地球を癒す人のハンドブック 白光真宏会出版本部 2003.4
- 人生の目的地 白光真宏会出版本部 2003.9
- 真理の法則 新しい人生の始まり 白光真宏会出版本部 2005.7
- 心配不要、これからよくなる! 船井幸雄共著 ビジネス社 2006.9
- 人生はよくなる もう一つの生き方 白光真宏会出版本部 2006.10
- 今、なにを信じるか? 固定観念からの飛翔 白光真宏会出版本部 2008.5
- 輝ける生命のメッセージ  白光真宏会出版本部 2009.5 (インフィニット・ワーズの詩 1)
- 自らに降り注がれる光  白光真宏会出版本部 2009.12 (インフィニット・ワーズの詩 2)
- 宇宙と呼応するひびき  白光真宏会出版本部 2010.9 (インフィニット・ワーズの詩 3)
- 世界を変える言葉  白光真宏会出版本部 2011.6
- 世界のひな形―日本  五井昌久共著 白光真宏会出版本部 2011.10
- 遺伝子と宇宙子  村上和雄共著  致知出版社 2014.10
- ドアは開かれた　一人一人の意識改革  白光真宏会出版本部 2015.3